# Maria Mallé
Pour les articles homonymes, voir Mallé.
Maria Mallé est une chanteuse et actrice austro-allemande née le 2 mars 1947 en Carinthie.

## Biographie
Son enfance s'est déroulée à Francfort-sur-l'Oder.
Elle a joué au Distel (alors à Berlin-Est) en 1968 et 1969 et au Metropol-Theater pendant 25 ans, participant à de nombreuses comédies musicales.

## Téléfilms
- 1969 : Jelena
- 1987 : Claire Berolina

## Séries
- Familie Dr. Kleist (de)
- Une équipe de choc